# 亞歷山德羅·羅西
亞歷山德羅·羅西（義大利語：Alessandro Rossi，1967年8月10日—）是一位聖馬利諾的政治家，於2007年及2024年兩度擔任執政官。

## 外部鏈結
- 歐洲議會的個人資料